# Heliconius rubroflammea
Heliconius rubroflammea är en fjärilsart som beskrevs av Heinrich Neustetter 1927. Heliconius rubroflammea ingår i släktet Heliconius och familjen praktfjärilar. Inga underarter finns listade i Catalogue of Life.